# 新一区 (保定)
新一区，中国保定市的旧区名。
1953年由保定市设置。在今河北省保定市区东部。1958年改名路东区。
1948年11月，保定设市，辖4个区，即第一区、第二区、第三区、第四区。1953年7月15日，第一区、第四区合并为第一区，又称新一区。1955年6月27日，河北省人委办公厅要求河北全省各市辖区名称均按地名称呼。第一区改称南市区。1958年12月11日，南市区与北市区合并，设置保定市市区。